# (474044) 2016 GG238
(474044) 2016 GG238 es un asteroide perteneciente al cinturón de asteroides, descubierto el 15 de febrero de 2010 por el equipo del Spacewatch desde el Observatorio Nacional de Kitt Peak, Arizona, Estados Unidos.

## Designación y nombre
Designado provisionalmente como 2016 GG23.

## Características orbitales
2016 GG238 está situado a una distancia media del Sol de 2,991 ua, pudiendo alejarse hasta 3,168 ua y acercarse hasta 2,813 ua. Su excentricidad es 0,059 y la inclinación orbital 10,37 grados. Emplea 1889 días en completar una órbita alrededor del Sol.

## Características físicas
La magnitud absoluta de 2016 GG238 es 16,682.